# ロジェ・バンビュク
ロジェ・バンビュク（Roger Bambuck、1945年11月22日 - ）は、フランスの陸上競技選手。グアドループ、ポワンタピートル出身。1968年メキシコシティーオリンピックの銅メダリストである。

## 経歴
バンビュクは、1964年東京オリンピックに出場しているが、このときは100mは準々決勝、200mは準決勝どまりであった。
彼が、世界に大きく知られることとなったのは1966年のブダペストで開催されたヨーロッパ選手権であった。このとき、100mは10秒5で2位。そして200mと、4×100mリレーでは優勝と、2冠を達成した。
バンビュクは、1968年のメキシコオリンピック開催年の6月に全米選手権に出場。予選第4組に出場したこのレースで、1位となったアメリカのチャールズ・エドワード・グリーンとともに10秒0の世界タイ記録を樹立。バンビュクは西ドイツのアルミン・ハリーと並びヨーロッパ選手として2人目の100m10秒0の世界記録保持者となった。しかしそのわずか1時間後に、ジム・ハインズ、ロニー・レイ・スミスが9秒9の世界新記録を樹立。バンビュクの世界記録保持者としての立場は1時間で奪われた。この大会では準決勝でグリーンも9秒9を樹立。（バンビュクは準決勝でも10秒0）そして決勝では、6人が10秒0を記録した中、バンビュクは4位となる。バンビュクの電動計時でのタイムは、予選10秒28、準決勝10秒21、決勝10秒18であった。
メキシコ大会の100mでは、ハインズが9秒95の世界新記録で金メダルを獲得したが、バンビュクは、10秒15で5位という結果に終わる。200mでも20秒51で5位に終わるが、4×100mリレーでは、ジェラール・フェヌーイ、ジョスリン・デルクール、クロード・ピケマルとともに、アメリカ、キューバに次いで銅メダルを獲得した。

## 主な実績
| 年   | 大会                 | 場所                     | 種目         | 結果 | 記録  |
| ---- | -------------------- | ------------------------ | ------------ | ---- | ----- |
| 1966 | ヨーロッパ陸上選手権 | ブダペスト(ハンガリー)   | 100m         | 2位  | 10秒5 |
| 1966 | ヨーロッパ陸上選手権 | ブダペスト(ハンガリー)   | 200m         | 1位  | 20秒9 |
| 1966 | ヨーロッパ陸上選手権 | ブダペスト(ハンガリー)   | 4×100mリレー | 1位  | 39秒4 |
| 1968 | オリンピック         | メキシコシティ(メキシコ) | 100m         | 5位  | 10秒1 |
| 1968 | オリンピック         | メキシコシティ(メキシコ) | 200m         | 5位  | 20秒5 |
| 1968 | オリンピック         | メキシコシティ(メキシコ) | 4×100mリレー | 3位  | 38秒4 |